# تقني الهندسة

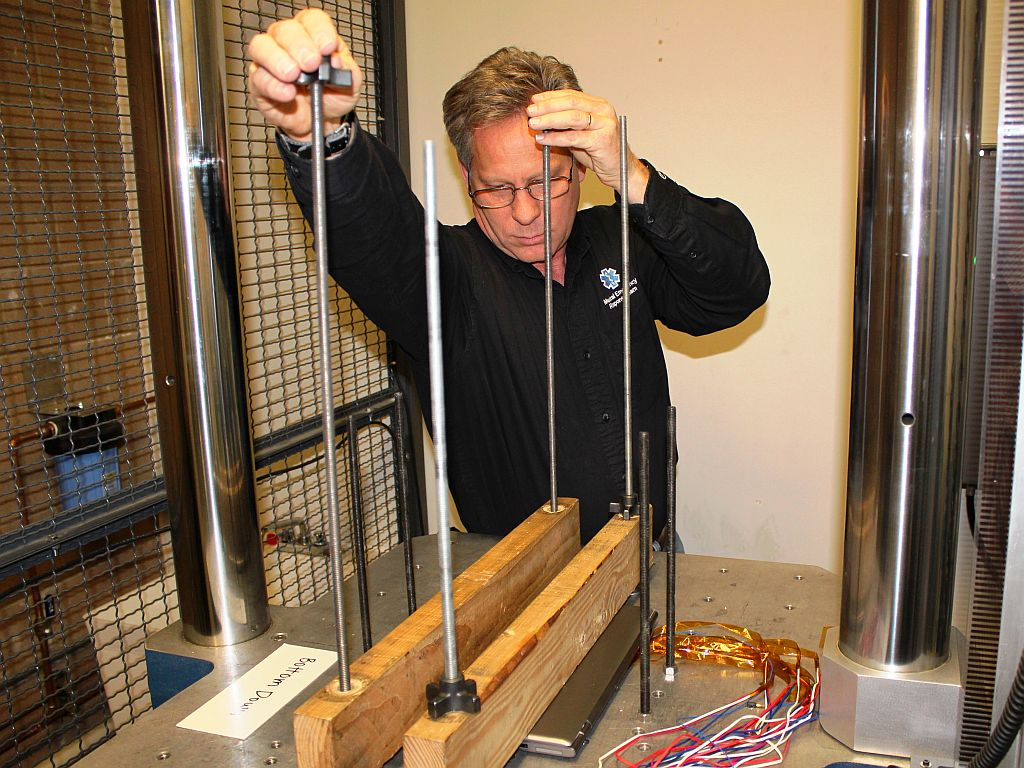
تقني هندسة

تقني الهندسة، المعروف أيضًا باسم المهندس التطبيقي، هو محترف مُدرَّب على جوانب معينة من تطوير وتنفيذ مجال تكنولوجي معين. يُعتبر التعليم التقني الهندسي أكثر تطبيقًا وأقل نظريًا من التعليم الهندسي، ولو أن كلًا منهما يركز بشكلٍ عام على التطبيق العملي. غالبًا ما يساعد تقنيو الهندسة المهندسين ولكن بعد سنوات من الخبرة، يمكنهم أيضًا أن يصبحوا مهندسين. مثل المهندسين، تشمل المجالات التي يمكن أن يعمل فيها تقنيو الهندسة، تصميم المنتجات (بما في ذلك التحسين) والتصنيع والاختبار. كما هو الحال مع المهندسين، يرتقي تقنيو الهندسة أحيانًا إلى مناصب إدارية عليا في الصناعة أو يمكن أن يصبحوا رواد أعمال.
غالبًا ما يتداخل مجال التكنولوجيا الهندسية مع العديد من المجالات العامة نفسها (مثل التصميم / التطوير والاختبار) ولكن التركيز على التطبيق يكون أكثر في المجال الهندسي (والذي بمعنى مختلف نوعًا ما، أيضًا يرتبط بتطبيق العلوم). من المرجح أن يركز تقنيو الهندسة أكثر من المهندسين على (ما بعد التطوير) تطبيق التقنية أو تشغيلها، ولكن هذه ليست قاعدة صارمة حيث أنهم يصممون المفاهيم الأصلية في كثير من الأحيان. تلخص الجمعية الوطنية للمهندسين المحترفين (إن إس بّي إي) في الولايات المتحدة التمييز على أن المهندسين يتلقون تدريبًا أكثر بالمهارات المفاهيمية «للعمل كمصممين»، في حين أن التقنيين الهندسيين «يطبقون تصميمات الآخرين». في الرياضيات والعلوم،  بالإضافة إلى الدورات التقنية الأخرى، في البرامج التكنولوجية، تميل إلى تدريس المزيد من الأمثلة المستندة إلى التطبيق، في حين توفر الدورات الدراسية الهندسية أساسًا نظريًا أكثر في الرياضيات والعلوم (لأن هذه هي الموضوعات التي يطبقها المهندسون مباشرةً). علاوةً على ذلك، تميل الدورات الدراسية الهندسية إلى أن تتطلب مستوى عالٍ من الرياضيات، بما في ذلك حساب التفاضل والتكامل وما شابه ذلك، فضلًا عن المعرفة الأكثر شمولًا بالعلوم الطبيعية المطبقة في التصميم، والتي تعمل أيضًا على إعداد الطلاب للبحث (سواء في الدراسات العليا أو البحث والتطوير الصناعي). تتضمن دورات التكنولوجيا الهندسية بشكل عام المزيد من التمارين المرتبطة بالمخابر خلال دراسة المرحلة الجامعية الأولى التي تتطلب تطبيقًا عمليًا للموضوعات التي دُرست.
على الرغم من أن بعض الدول تتطلب درجة البكالوريوس في الهندسة المعتمدة من قبل لجنة الاعتماد الهندسي (إي إيه سي) من مجلس الاعتماد الأكاديمي للهندسة والتكنولوجيا (إيه بي إي تي) دون استثناءات، إلا أن ثلثي الولايات تقبل درجة البكالوريوس في التكنولوجيا الهندسية المعتمدة من قبل لجنة اعتماد التكنولوجيا الهندسية (إي تي إيه سي) التابعة ل إيه بي إي تي لتصبح مرخصة باعتبارهم مهندسين محترفين معتمدين. لكل ولاية متطلبات مختلفة حول سنوات الخبرة لاختبار أساسيات الهندسة (إف إي) والهندسة المهنية (بّي إي). تتطلب بعض الولايات الحصول على درجة الماجستير في مجال الهندسة ليأخذ مقعد في الامتحانات. يتماشى هذا النموذج التعليمي مع النظام التعليمي في المملكة المتحدة حيث يشترط مجلس الهندسة (إنج سي) الحصول على شهادة درجة الماجستير في الهندسة لاستكمال التعليم لكي يُسجل بمثابة مهندس معتمد. غالبًا ما يكتسب خريجو التكنولوجيا الهندسية من ذوي المهارات الهندسية التطبيقية مزيدًا من التعليم في كلية الدراسات العليا بشهادة ماجستير في التكنولوجيا الهندسية أو الهندسة أو الإدارة الهندسية أو إدارة الإنشاءات أو برنامج درجة الماجستير في الهندسة المعمارية من إن إيه إيه بي. تُقدم الآن هذه الدرجات عبر الإنترنت أو من خلال فرص التعلم عن بُعد مع مختلف الجامعات، على الصعيدين الوطني والدولي، ما يسمح للفرد بمواصلة العمل بدوام كامل أثناء الحصول على شهادة متقدمة.
بشكلٍ عام، لا يوجد تمييز بين خريجي الهندسة والتكنولوجيا الهندسية عندما يتعلق الأمر بالتوظيف من قبل معظم الشركات في الصناعة، يُعيَّن خريجي برامج التكنولوجيا الهندسية بشكل متساوٍ كخريجين هندسيين. في بعض الحالات، تُعطى الأفضلية لمن لديهم معرفة هندسية تطبيقية. يمكن أن تكون بعض الوظائف أكثر ملاءمة لخريجي درجة الهندسة، في حين أن البعض الآخر أكثر ملاءمة لخريجي التكنولوجيا الهندسية. هذا يعتمد إلى حدٍ كبير على صاحب العمل واحتياجات صاحب العمل ونوع الشركة. سواء كانت الشهادة تسمى الهندسة أو التكنولوجيا الهندسية أو الهندسة التطبيقية، فهناك حاجة في الصناعة لكل نوع من الخريجين.

## طبيعة العمل
يعمل تقنيو الهندسة في مجموعة واسعة من الصناعات والمجالات - بما في ذلك الهندسة وتطوير المنتجات والتصنيع وتشغيل التكنولوجيا والصيانة والهندسة المعمارية والبناء.  يمكن أن يكونون مديرين، اعتمادًا على الخبرة والتركيز التعليمي على الإدارة. أما وظائف المبتدئين المتعلقة بطرق مختلفة بتصميم المنتجات، واختبار المنتجات، وتطوير المنتجات، وتطوير النظم، والهندسة الميدانية، والعمليات الفنية ومراقبة الجودة، شائعة لخريجي التكنولوجيا الهندسية.
يصبح تقنيو الهندسة أيضًا أعضاءً في الأساطيل التجارية بالولايات المتحدة باعتبارهم بحارة مدنيين. يبدؤون عمومًا بالحصول على ترخيص الأسطول التجاري الصادر عن خفر سواحل الولايات المتحدة. وهم معتمدون تحت تصنيف مهندس مساعد وطني ثالث للمحركات البخارية / أو الحركية / أو الغازية. يمكن الحصول على الترخيص من قبل خريجي دورة الهندسة الميكانيكية والكهربائية لمدرسة تقنية معتمدة من لجنة الاعتماد الأكاديمي للهندسة والتكنولوجيا، مع خدمة 180 يومًا في غرفة محركات السفن البخارية أو الحركية أو الغازية. يكتسبون مع سنوات من الخبرة تصنيفات إضافية وأعلى. لا يوجد فرق بين المهندس والتقني الهندسي الذي يلائم معظم الوظائف في الصناعة، والشهادة هي التكنولوجيا الهندسية، أما المهنة هي الهندسة.

بشكلٍ عام، يركز عمل تقنيي الهندسة في كثير من الأحيان على التطبيق العملي للمنتجات والعمليات الهندسية لمجموعة من الأغراض، في حين يركز عمل المهندسين على تطبيق الرياضيات والعلوم لأغراض التصميم / التطوير (بطرق تتطلب عادةً المزيد الأساس النظري الشامل للرياضيات والعلوم الطبيعية). تصف الجمعية الوطنية للمهندسين المحترفين الفرق بين الهندسة والتكنولوجيا الهندسية على النحو التالي:
«ينشأ التمييز بين الهندسة والتكنولوجيا الهندسية أساسًا عن الاختلافات في برامجها التعليمية. البرامج الهندسية موجهة نحو تطوير المهارات المفاهيمية وتتكون من سلسلة من الأسس الهندسية ودورات التصميم، المبنية على أساس دورات الرياضيات والعلوم المعقدة. برامج التكنولوجيا الهندسية  تتجه نحو التطبيق وتوفر لطلابها دورات تمهيدية للرياضيات والعلوم ومقدمة نوعية فقط لأساسيات الهندسة. وهكذا، توفر البرامج الهندسية لخريجيها مجموعة واسعة من المعرفة التي تسمح لهم بالعمل بصفتهم مصممين. تقوم برامج التكنولوجيا الهندسية بإعداد خريجيها لتطبيق تصميمات الآخرين.»
يلخص مجلس الاعتماد الأكاديمي للهندسة والتكنولوجيا (إيه بي إي تي) التكنولوجيا الهندسية على أنها «تطبيق المعارف والأساليب العلمية والهندسية بالإضافة إلى المهارات التقنية لدعم الأنشطة الهندسية؛ وهو يكمن في الطيف المهني بين الحرفي والمهندس ويكون في نهاية الطيف الأقرب إلى المهندس.»
بالإضافة إلى ذلك، ذكر مجلس الاعتماد الأكاديمي للهندسة والتكنولوجيا: «الهندسة والتكنولوجيا هما مهنتان منفصلتان ولكنهما مرتبطتان ببعضهما البعض. فيما يلي بعض الطرق التي تختلف بها:
- تشمل برامج الهندسة في المرحلة الجامعية تمارين أكثر في الرياضيات والرياضيات عالية المستوى مقارنةً ببرامج التكنولوجيا الهندسية.
- غالبًا ما تركز برامج البكالوريوس في الهندسة على المحتوى النظري، بينما تركز البرامج التكنولوجية عادةً على التطبيق.
- بمجرد دخولهم إلى القوى العاملة، يقضي خريجو الهندسة عادةً وقتهم في التخطيط، بينما يقضي خريجو التكنولوجيا الهندسية وقتهم في تنفيذ الخطط.
- ضمن لجنة الاعتماد الأكاديمي للهندسة والتكنولوجيا، تُقيّم برامج الهندسة والتكنولوجيا الهندسية وتُعتمد من قبل لجنتي اعتماد منفصلتين باستخدام مجموعتين منفصلتين من معايير الاعتماد.
- يُطلق على الخريجين من البرامج الهندسية «المهندسين»، في حين يُطلق على خريجي برامج التكنولوجيا الهندسية «تقنيو الهندسة».
- بعض المجالس الحكومية الأمريكية للترخيص الهندسي المهني ستسمح فقط لخريجي البرامج الهندسية - وليس برامج التكنولوجيا الهندسية - بأن يصبحوا مهندسين معتمدين».[5]

يركز المهندسون عمومًا بشكل أكبر على التصميم التصويري وتطوير المنتجات، بينما من المرجح أن يعمل تقنيو الهندسة في الاختبار أو التصنيع / البناء أو العمل الميداني. بطبيعة الحال، تتداخل تلك المجالات إلى حدٍ كبير (على سبيل المثال، الاختبار والتصنيع غالبًا ما يكونان جزءًا لا يتجزأ من عملية تطوير المنتج بشكل عام ويمكن أن يشترك بهما المهندسون والتقنيون الهندسيون). في عام 2012، نشرت مجلة التكنولوجيا الهندسية (ذا جورنال أوف إنجنيرينغ تيكنولوجي) نتائج أظهرت أن «مجموعة واسعة جدًا من الشركات الهندسية التي تعمل على نطاق كامل من الخدمات والمنتجات الهندسية، يعمل فيها خريجو التكنولوجيا الهندسية بصفتهم مهندسين. وعلاوةً على ذلك، فإن هؤلاء الخريجين يعملون في العديد من المهام الهندسية على قدم المساواة مع معاصريهم من خريجي الهندسة».